# Вексфорд (графство)
Вексфорд (англ. Wexford, ірл. Loch Garman) — графство на південному сході Ірландії.

## Адміністративний поділ
Входить до складу провінції Ленстер на території Республіки Ірландії. Столиця і найбільше місто — Вексфорд.

## Найбільші міста (2011)
- Вексфорд (18,163)
- Енніскорті (9,538)
- Нью-Росс (7,709)
- Горі (7,193)